# Jacques Villon
Jacques Villon fou el nom artístic de Gaston Duchamp (Damville (Eure), Normandia, França, 31 de juliol de 1875 - Puteaux (Alts del Sena), 9 de juny de 1963), pintor i estampador francès amb obres cubistes i abstractes, i una primera etapa influïda per l'impressionisme i el modernisme.
Gaston Duchamp va adoptar el pseudònim de Jacques Villon el 1895. Era el primogènit de la família formada pel notari Eugéne Duchamp i de Marie-Caroline-Lucie Nicolle, filla d'un acomodat agent marítim de Rouen. Era germà de l'artista Marcel Duchamp i de l'escultor Raymond Duchamp-Villon.
Va estudiar Dret a La Sorbona, però al Nadal del 1895 prengué la decisió d'abandonar els estudis per a dedicar-se per complet a la pràctica del dibuix i la pintura. A partir de 1897, va començar a realitzar il·lustracions per a diaris humorístics parisencs que satiritzaven la religió, l'exèrcit i altres bastions de la moral convencional de l'època.

## Inicis de la seva carrera

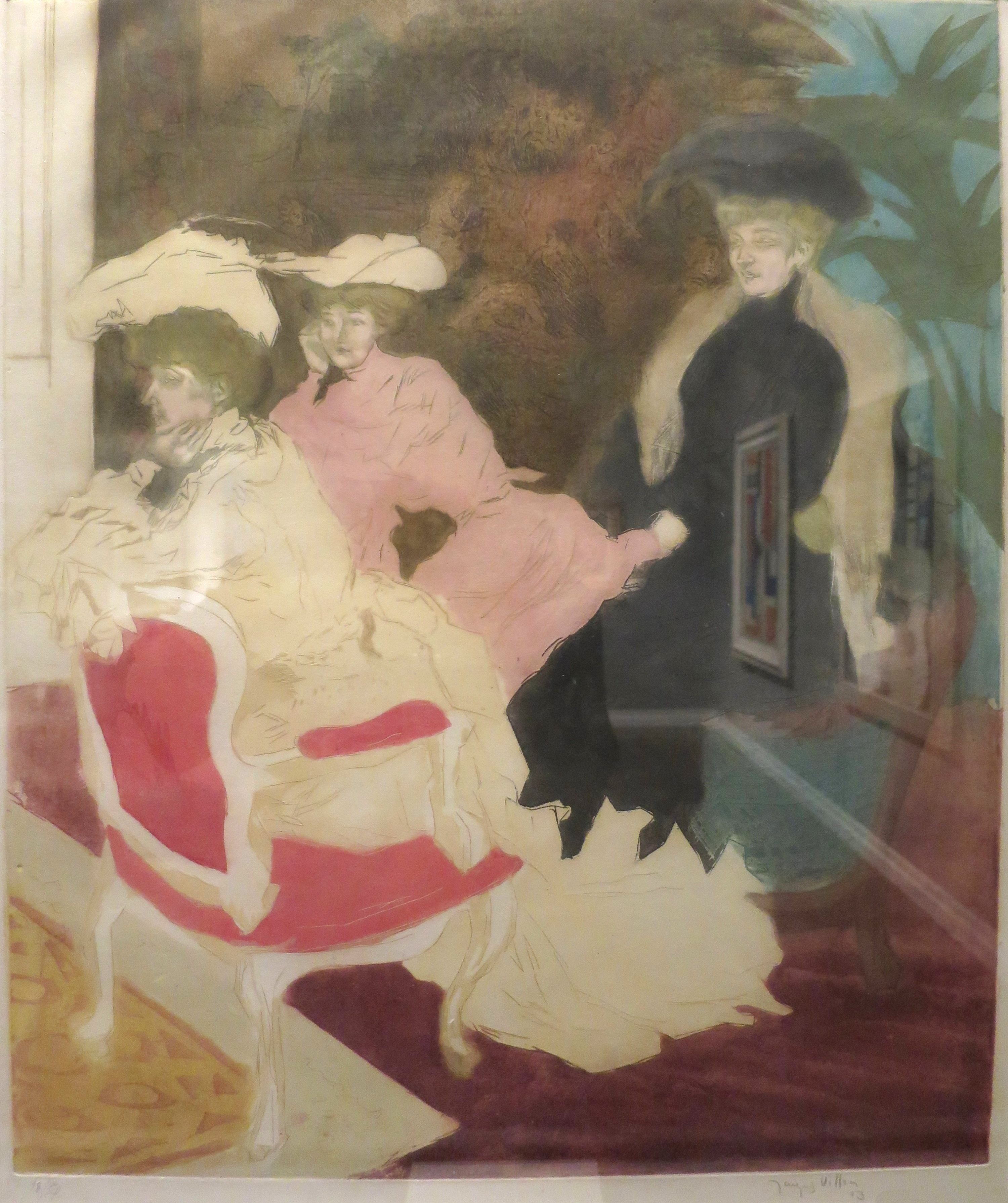
'Comedy of Society', de Jacques Villon, 1903, Honolulu Museum of Art

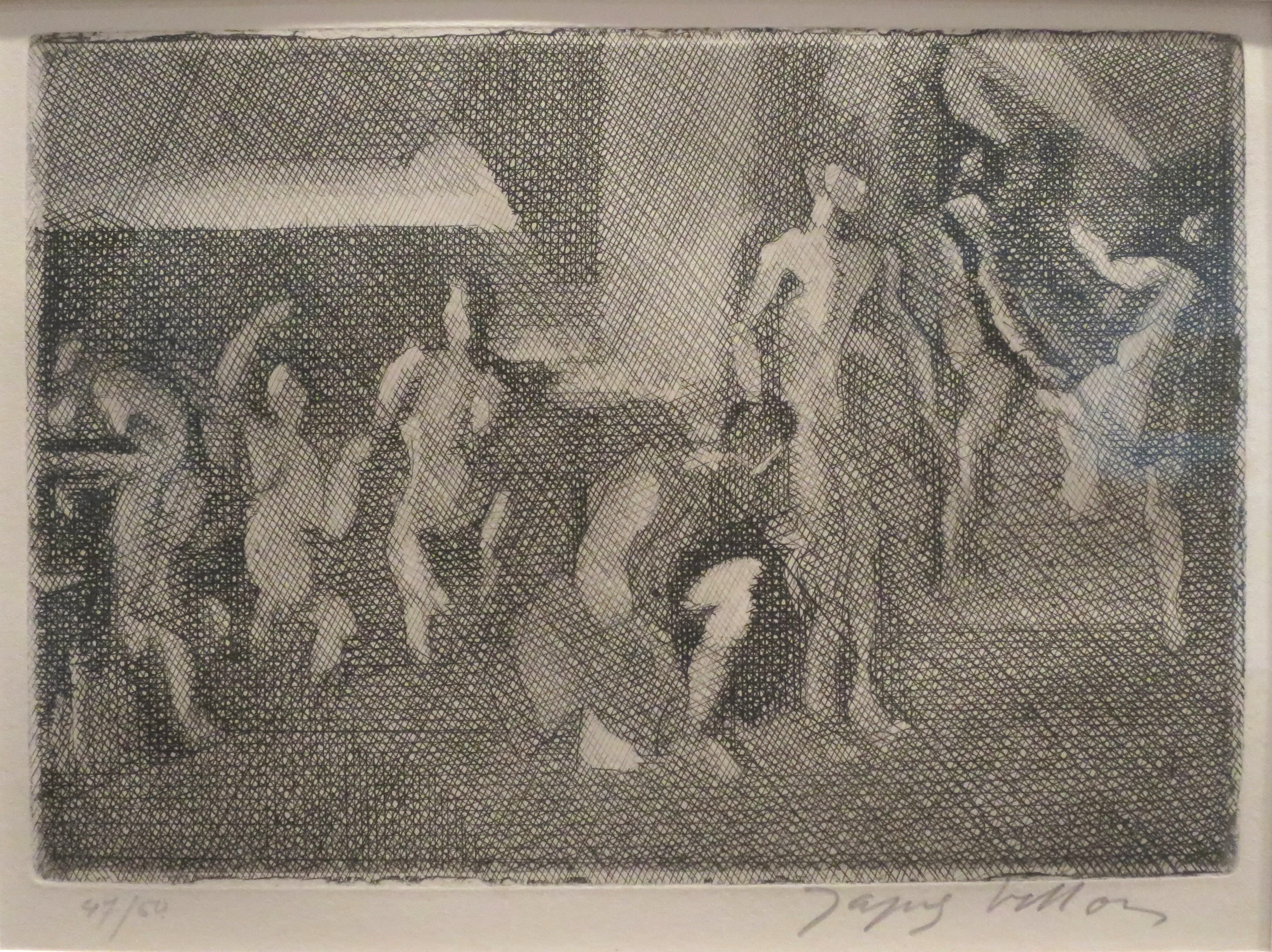
'The Wild Twenty Years', de Jacques Villon, 1930-31, Honolulu Museum of Art

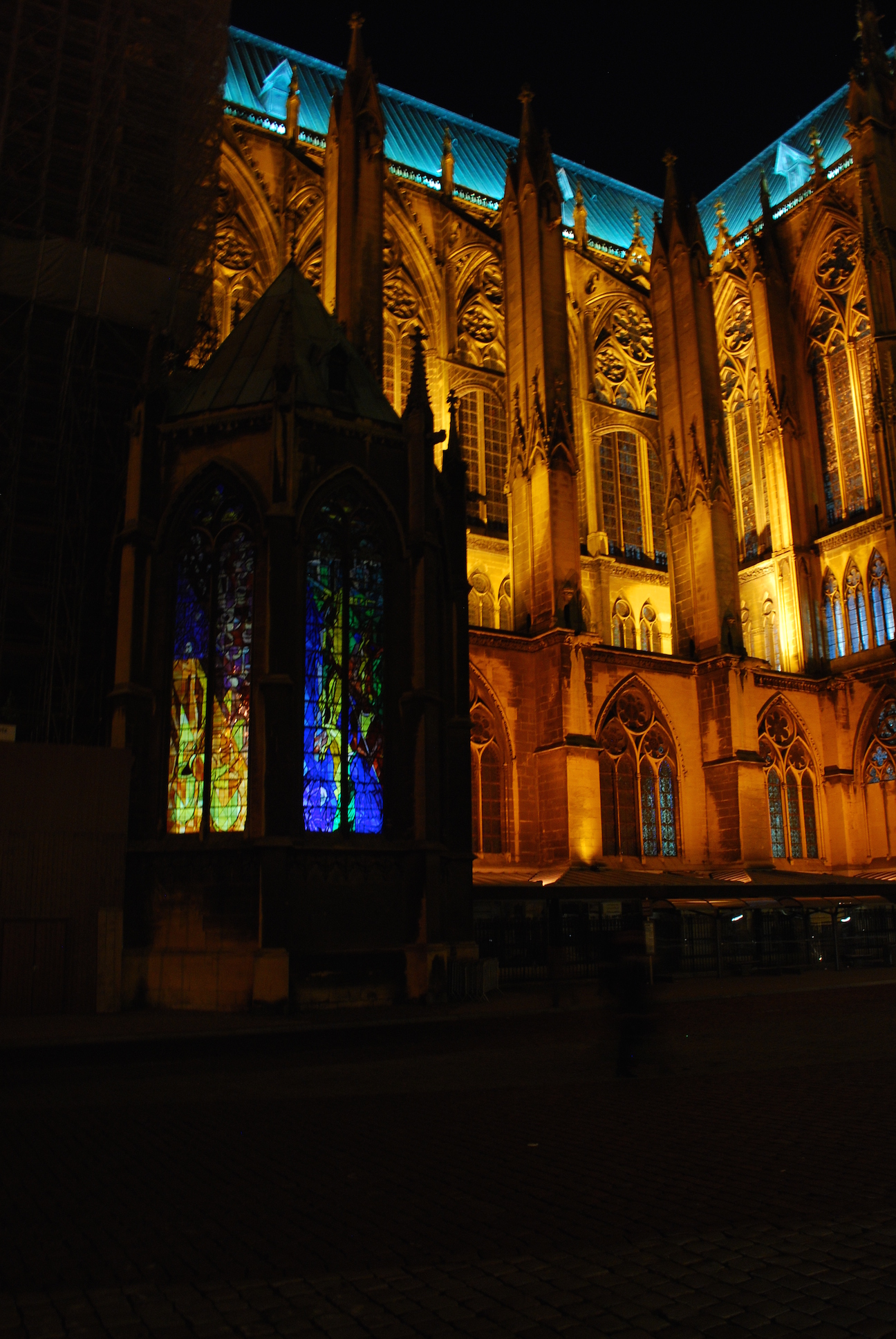
Els vitralls de Jacques Villon

Nascut Emile Méry Frédéric Gaston Duchamp, venia d'una família pròspera i amb interessos artístics. Mentre era jove, el seu avi matern, Emile Nicolle, artista i home de negocis exitós, va ensenyar Gaston i els seus germans.
Gaston Duchamp era el germà gran de:
- Raymond Duchamp-Villon (1876-1918), escultor
- Marcel Duchamp (1887-1968), pintor, escultor i escriptor
- Suzanne Duchamp-Crotti (1889-1963), pintora

El 1894, ell i el seu germà Raymond es van traslladar al barri de Montmartre a París. Allà va estudiar dret a la Universitat de Paris, i va rebre el permís del seu pare per estudiar art amb la condició que continués estudiant dret.
Per diferenciar-se dels seus germans, Gaston Duchamp va adoptar el pseudònim de Jacques Villon com a tribut al poeta medieval francès François Villon. A Montmartre, seu d'una comunitat artística en expansió, Villon va perdre l'interès en la carrera d'advocat, i durant 10 anys va treballar en mitjans de comunicació gràfics, fent caricatures i il·lustracions a diaris parisencs així com dibuixant cartells en colors. La seva feina apareixia al satíric setmanal Le Courrier français.
El 1903 ajudà a organitzar la secció de dibuix del primer Salon d'Automne de París. El 1904-1905 va estudiar art a l'Académie Julian.
Inicialment, fou influït per Edgar Degas i Henri de Toulouse-Lautrec, però més endavant va participar en els moviments fauvista, cubista, i impressionista abstracte.
El 1906 Montmartre era una comunitat efervescent, i Jacques Villon es traslladà a Puteaux, als tranquils afores de París. Allà començà a dedicar més temps a treballar la punta seca, una tècnica de gravat que crea línies fosques i avellutades que destaquen sobre blanc del paper. En aquesta època desenvolupà la seva tècnica amb altres estampadors importants com Manuel Robbe.
El seu aïllament de la vibrant comunitat artística de Montmartre -així com la seva natura modesta- van fer que ell i la seva obra quedessin a l'ombra durant uns anys.
A la seva casa, el 1911, ell i els seus germans Raymond i Marcel organitzaren un grup de discussió regular amb artistes i crítics com Jean Metzinger, Albert Gleizes, Francis Picabia, Robert Delaunay, Fernand Léger i altres, que aviat fou batejat com el Grup de Puteaux (o la Secció d'Or). Villon fou fonamental en la decisió que el grup exposés amb el nom de la Secció d'Or, per la secció àuria de les matemàtiques clàssiques. La primera exposició, Salon de la Section d'Or, a la Galerie La Boétie l'octubre del 1912, inclogué més de 200 obres de 31 artistes.
El 1913 Villon va fer set gravats grans amb punta seca en els quals les formes trenquen en plans piramidals ombrejats. Aquell any exposà a l'Armory Show de Nova York, ajudant a introduir l'art modern europeu als Estats Units. Les seves obres tingueren èxit i totes es vengueren. Des de llavors, la seva reputació va créixer tant que pels anys 30 era més conegut als Estats Units que a Europa.

## Reconeixements
Després d'una exposició de la seva obra el 1944 a la Galerie Louis Carré de París, va rebre reconeixement en diverses exposicions internacionals. El 1938 va ser nomenat Chevalier (cavaller) de la Legió d'Honor. El 1947 va ser promogut a Officier (oficial) de la Legió d'Honor. El 1950, Villon va rebre el Carnegie Prize, el premi més alt en el món per pintar, i el 1954 va ser fet Commandeur (comandant) de la Legió d'Honor. L'any següent rebé l'encàrrec de dissenyar els vitralls per la catedral de Metz, França. El 1956 va ser-li atorgat el Grand Prix a l'exposició de la Biennale de Venècia.
Entre els majors assoliments de Villon com a estampador hi ha la creació d'un llenguatge purament gràfic pel cubisme – un assoliment que cap altre estampador, inclosos els seus companys cubistes Pablo Picasso o Georges Braque, podrien reclamar.
Villon va morir el 1963 al seu estudi, a Puteaux.
El 1967 a Rouen, Marcel -el seu darrer germà artista supervivent- va ajudar a organitzar l'exposició Les Duchamp: Jacques Villon, Raymond Duchamp-Villon, Marcel Duchamp, Suzanne Duchamp. Part d'aquesta exposició familiar va ser mostrada posteriorment al Musée Nacional d'Art Moderne de París.
Molts museus importants tenen obres de Villon a les seves col·leccions, entre altres: els Fine Arts Museums de San Francisco, el Minneapolis Institute of Arts, el Museu of Fine Arts de Boston, el Columbus Museum of Art (Columbus, Ohio), el Museum of Modern Art, Nova York, el University of Michigan Museum of Art (Ann Arbor, Michigan), la National Gallery of Art, Washington D. C., l'Art Gallery of New South Wales (Sydney, Austràlia), la Bibliothèque Nationale, París, i el Musée Jenisch (Vevey, Suïssa).
Algunes col·leccions privades destacades que tenen obres de Villon: la Joachim Collection de Chicago, la Vess Collection de Detroit, i la Ginestet Collection de París.

## Mercat de l'art
El maig del 2004, una pintura a l'oli de Villon datada del 1913, titulada L'Acrobate, de mides 99,7 x 71,8 cm va ser venuda a Sotheby's per 1.240.000 $ (dòlars dels Estats Units).